# Ophioglossum thermale
Ophioglossum thermale är en låsbräkenväxtart som beskrevs av Komarov. Ophioglossum thermale ingår i släktet ormtungor, och familjen låsbräkenväxter. Inga underarter finns listade i Catalogue of Life.